# Oleg Nániyev
Oleg Vladímirovich Nániyev –en ruso, Олег Владимирович Наниев– (Jumalag, URSS, 2 de enero de 1969-2001) fue un deportista soviético que compitió en lucha libre. Ganó una medalla de plata en el Campeonato Europeo de Lucha de 1991, en la categoría de 130 kg.

## Palmarés internacional
| Campeonato Europeo | Campeonato Europeo   | Campeonato Europeo | Campeonato Europeo |
| Año                | Lugar                | Medalla            | Categoría          |
| ------------------ | -------------------- | ------------------ | ------------------ |
| 1991               | Stuttgart (Alemania) | Medalla de plata   | 130 kg             |